# Hanover (Indiana)
Hanover é uma cidade  localizada no estado americano de Indiana, no Condado de Jefferson.

## Demografia
Segundo o censo americano de 2000, a sua população era de 2834 habitantes.
Em 2006, foi estimada uma população de 3805, um aumento de 971 (34.3%).

## Geografia
De acordo com o United States Census Bureau tem uma área de
5,4 km², dos quais 5,4 km² cobertos por terra e 0,0 km² cobertos por água.

## Localidades na vizinhança
O diagrama seguinte representa as localidades num raio de 20 km ao redor de Hanover.